# Трезини, Пьетро Антонио
Не путать с Пьетро Трезини — сыном Доменико
Пьетро Антонио Трези́ни (итал. Pietro Antonio Trezzini, на русский манер Пётр Трезин) (26 сентября 1692 — после 1760) — швейцарский архитектор, работавший преимущественно в Санкт-Петербурге. В 1742—1751 годах — главный архитектор города, представитель архитектурного стиля «петровского барокко». Дальний родственник Доменико Трезини.

## Биография
Родился в местечке Аньо в швейцарском кантоне Тичино (округ Лугано). Учился в Италии и работал на крупных стройках в Милане под руководством своего отца, потомственного зодчего. Приехал в Санкт-Петербург в 1726 году. Сначала работал самостоятельно, позднее сотрудничал с Доменико Трезини, М. Г. Земцовым.
Первые 10 лет занимался работами по частным заказам; в 1731—32 годах получил контракт на выполнение штукатурных и каминных работ в здании Двенадцати коллегий. В 1735 году П. А. Трезини было поручено восстановление сгоревшей Исаакиевской церкви.
С ноября 1743 года он приступил к руководству постройкой Спасо-Преображенского собора в Литейной части Петербурга (в связи с кончиной М. Г. Земцова, по чьему проекту возводился собор). В 1745 году согласно указу императрицы Елизаветы Петровны Трезини переделал проект «таким подобием, как в Москве на Успенском соборе …», в результате чего Преображенский собор стал первой пятикупольной церковью в Петербурге.
В 1742—1751 годах П. А. Трезини руководит достройкой Александро-Невского монастыря, построив за этот период Фёдоровский корпус и почти завершив постройку Фёдоровской церкви.
С 1742 года П. А. Трезини исполнял должность архитектора Главной полицмейстерской канцелярии Санкт-Петербурга, занимаясь контролем частных построек и их соответствием плану города. Занимался достройкой здания Почтового двора, достройкой таможни и Придворных конюшен.
В 1746 году он выполнил проект Троицкой Новосергиевской пустыни под Санкт-Петербургом, представлявшей собой квадратный комплекс с находящимся в центре крестообразным пятикупольным собором и колокольней, а также двумя жилыми корпусами к северу и югу от собора.
В 1740—1747 возводил каменный Успенский собор «на Мокруше» (освящён в 1789 году как Князь-Владимирский).
Закончил строительство Морского госпиталя (Выборгская наб., 1), построил два дома католической церкви Святой Екатерины.
В новейшей литературе Трезини приписывают много других культовых построек, к примеру, проекты Пантелеимоновской церкви, Спасо-Сенновской и Владимирской церкви. По стилистическим соображениям Трезини также приписывается церковь Климента (1743) на Пятницкой улице в Москве, строившаяся по заказу А. П. Бестужев-Рюмина.
П. А. Трезини болезненно переживал успех и славу, доставшиеся в царствование Елизаветы Петровны архитектору Ф.-Б. Растрелли — капризно требовал дополнительного вознаграждения за свой труд, различных привилегий и преимуществ. Не получив таковых и не будучи готовым мириться с «отходом на второй план», архитектор весной 1751 года уехал в Италию (также указываются даты 1753, 1755 гг.). Формально это был годичный отпуск, однако архитектор задержался в Италии на несколько лет, в течение которых выполнял различные работы во дворце миланского герцога.
В 1760 году П. А. Трезини вновь жил в Санкт-Петербурге, однако уже не состоял на государственной службе и, вероятно, работал по частным заказам.

## Родственные связи
Пьетро Антонио Трезини приходился дальним родственником Доменико Трезини — жена сына Доминико, Пьетро, приходилась Пьетро Антонио двоюродной сестрой. В Петербурге П. А. Трезини поддерживал тесные контакты с женой и детьми Доминико (в частности, стал крёстным отцом внука Д. Трезини), и имел один с ними круг общения.